# Stadio municipale di La Cisterna
Lo Stadio municipale di La Cisterna (in spagnolo Estadio Municipal de La Cisterna) è uno stadio calcistico di Santiago, in Cile, situato nel comune di La Cisterna. Ha una capienza di 12 000 spettatori ed è stato costruito nel 1988.
È utilizzato prevalentemente dalla squadra locale, il Palestino.